# Nowa Mała Wieś
Nowa Mała Wieś (prononciation : [ˈnɔva ˈmawa ˈvjɛɕ]) est un village polonais de la gmina de Leoncin dans le powiat de Nowy Dwór Mazowiecki de la voïvodie de Mazovie dans le centre-est de la Pologne.
Le village compte approximativement une population de 192 habitants en 2012.

## Histoire
De 1975 à 1998, le village appartenait administrativement à la voïvodie de Varsovie.